# Västra Marks församling
Västra Marks församling är en församling i Marks och Kinds kontrakt i Göteborgs stift. Församlingen ligger i Marks kommun i Västra Götalands län och utgör ett eget pastorat.

## Administrativ historik
Församlingen bildades 2011 genom sammanläggning av Hajoms församling, Berghems församling, Fotskäls församling, Tostareds församling och Surteby-Kattunga församling och utgör sedan dess ett eget pastorat.

## Kyrkor
- Berghems kyrka
- Fotskäls kyrka
- Hajoms kyrka
- Kattunga kapell
- Kattunga kyrkoruin
- Surteby kyrka
- Tostareds kyrka